# Rafał Gan-Ganowicz
Rafał Gan-Ganowicz (ur. 23 kwietnia 1932 w Wawrze, zm. 22 listopada 2002 w Lublinie) – polski najemnik, dziennikarz, korespondent Rozgłośni Polskiej Radia Wolna Europa – ps. „Jerzy Rawicz”, działacz polityczny i społeczny, antykomunista, członek Rady Narodowej Rzeczypospolitej Polskiej.

## Życiorys

### Młodość
Pochodził z rodziny o korzeniach tatarskich, posługującej się herbem Rawicz. Ojciec był żołnierzem Legii Cudzoziemskiej, który zrobił majątek w Argentynie.
Podczas kampanii wrześniowej zginęła jego matka, a w powstaniu warszawskim – ojciec. Według własnej relacji poglądy antykomunistyczne zrodziła u niego naoczna obserwacja zniszczeń i grabieży dokonywanych w kraju przez żołnierzy Armii Czerwonej („czego sowieciarz nie może zabrać, to zniszczy”). Jak twierdził, „antykomunizmu nie wyniósł z domu, lecz nauczyli go komuniści”. W 1948 założył z grupą rówieśników konspiracyjną antykomunistyczną organizację młodzieżową, która wzorując się na harcerskim małym sabotażu kolportowała ulotki i malowała napisy na murach, a także zbierała broń, w tym poprzez rozbrajanie milicjantów.
Według własnych wspomnień został 24 czerwca 1950 ostrzeżony przez kolegę o rozpracowaniu przez Urząd Bezpieczeństwa organizacji, która rozpoczęła przygotowania do akcji zbrojnych. Zaplanował ucieczkę do Wrocławia, ale na dworcu zmienił zamiary i ukryty pod pociągiem dotarł do Berlina, przedostał się do zachodniej strefy okupacyjnej i wstąpił do amerykańskiej służby wartowniczej, w której służył do 1958. Kilkanaście miesięcy później wyjechał do Francji. W latach 1955–1957 uczęszczał na kurs maturalny w gimnazjum Polskiej Wojskowej Misji Likwidacyjnej w Les Ageux, równolegle w tajnych koszarach NATO w Paryżu i Lyonie odbywając kurs oficerski połączony z przeszkoleniem spadochroniarskim. Został przygotowany do desantu w Polsce celem organizowania partyzantki antykomunistycznej w razie wojny z ZSRR. Po zwolnieniu się ze służby wartowniczej w 1958 zdał maturę i wyjechał do Paryża. Patent podporucznika odebrał 11 listopada 1959 w Londynie z rąk generała Władysława Andersa. Pracował następnie jako nauczyciel języka polskiego w liceum w Les Ageux.

### Udział w konfliktach zbrojnych

#### Kongo
W czerwcu 1965 zaciągnął się w ambasadzie kongijskiej w Brukseli na roczny kontrakt do wojsk Moïse Tshombego, premiera Konga i przywódcy secesyjnej Katangi. Dowodził 21 batalionem podczas tłumienia powstania Simbów, współpracując z innymi polskimi najemnikami, takimi jak Józef Swara, kpt. Kazimierz Topór-Staszak i por. Stanisław Krasicki. Był jednym z dowódców obrony Stanleyville, a po odsunięciu Tshombego przez generała Mobutu Sese Seko w listopadzie 1965 został wysłany do Bukavu, stolicy prowincji Kivu, gdzie trwała do lipca 1966 ofensywa przeciw Simbom pod nazwą Operation South. Wiosną 1966 z Toporem-Staszakiem i Krasickim przeprowadził przeciwko powstańcom zakończoną sukcesem operację „Znicz” na bagnach rzeki Ruzizi. Z upoważnienia gen. Andersa projektował z Tshombem powojenną odbudowę Konga przy pomocy kadr polonijnych. Na rozkaz swojego dowódcy, Boba Denarda, powrócił do Europy w 1966, przed wszczęciem przez siły Katangi nad Ruzizi buntu przeciwko gen. Mobutu.

#### Jemen
W 1967 roku dołączył do wojsk brytyjskich próbujących stłumić antykolonialne powstanie na terytorium Federacji Arabii Południowej (konflikt adeński), które zakończyło się zwycięstwem rebeliantów. 28 listopada 1967 roku wojska brytyjskie opuściły Aden, stolicę Federacji, a dwa dni później niepodległość ogłosiła Ludowa Republika Południowego Jemenu (od 1970 roku Ludowo-Demokratyczna Republika Jemenu). Działania grupy Gana-Ganowicza doprowadziły m.in. do zestrzelenia podczas misji bojowej samolotu sowieckiego pilotowanego przez płk. Kozłowa, dowódcę grupy doradców wojskowych przy marksistowskim Froncie Wyzwolenia Narodowego oraz Froncie Wyzwolenia Okupowanego Jemenu Południowego, wyznającym ideologię arabskiego nacjonalizmu. Poza Związkiem Radzieckim powstanie w Jemenie Południowym wspierał Egipt (występujący wówczas na arenie międzynarodowej pod nazwą Zjednoczonej Republiki Arabskiej) i Jemen Północny (Jemeńska Republika Arabska). Dokumenty znalezione przy Kozłowie (m.in. wykaz żołnierzy radzieckich w Jemenie) posłużyły jako dowód aktywnego wspierania militarnego rebelii przez ZSRR, czemu Rosjanie zaprzeczali na forum ONZ.

### Działalność antykomunistyczna
Po powrocie do Francji zamieszkał w Paryżu (przez pewien czas w hotelu wraz z innym najemnikiem, bratem reżysera Adka Drabińskiego), później w Wandei i w Bretanii (w przyczepie kempingowej Emile'a Tardivela). Pracował m.in. jako kierowca, elektryk, tłumacz i działał w organizacjach kombatanckich. W okresie radzieckiej interwencji w Afganistanie przygotował plan wsparcia tamtejszych mudżahedinów przez ochotniczy legion międzynarodowy z udziałem polskich najemników. Gdy 13 grudnia 1981 roku rząd PRL wprowadził w Polsce stan wojenny, współorganizował demonstracje w obronie więzionych działaczy „Solidarności”. W 1987 został zagranicznym przedstawicielem konspiracyjnej organizacji „Solidarność Walcząca”. Był też korespondentem Radia Wolna Europa, występując pod pseudonimem Jerzy Rawicz.
Napisał wspomnienia pt. Kondotierzy. Książka została wydana najpierw w drugim obiegu wydawniczym (m.in. nakładem Niezależnej Agencji Wydawniczej Solidarności Walczącej) w 1988, następnie w 1989 przez Polską Fundację Kulturalną w Londynie i była wielokrotnie wznawiana w latach 90. (m.in. przez oficynę Alfa-Wero związanego z „Solidarnością” wydawcy Andrzeja Święcickiego). Drugiej książki, o amerykańskich oddziałach wartowniczych, nie dokończył.

### Dalsze życie
Zarządzeniem Prezydenta RP na uchodźstwie Ryszarda Kaczorowskiego z 11 listopada 1989 został powołany na członka Rady Narodowej Rzeczypospolitej Polskiej z terenu Francji w trwającej VIII kadencji (1989–1991). Był uznawany za eksperta w dziedzinie wojskowości przez Romualda Szeremietiewa, późniejszego ministra obrony narodowej w rządzie Jana Olszewskiego (1992).
W lutym 1997 za sprawą filmu Pistolet do wynajęcia (1996) powrócił na stałe do Polski. Zamieszkał w Józefowie pod Warszawą u rodziny Sikorów, następnie w Falenicy. Jeździł po kraju na spotkania z młodzieżą, nawiązał współpracę z Ligą Republikańską Mariusza Kamińskiego. Promował koncepcję obrony terytorialnej. W ostatnich latach życia przeprowadził się do Lublina, gdzie współpracował z Fundacją Młoda Demokracja oraz z Fundacją Szczęśliwe Dzieciństwo. Przyjaźnił się m.in. z Ewą Kubasiewicz-Houée i Tadeuszem Sikorą, poetą i kompozytorem. W Lublinie mieszkał do śmierci.
W 2006 pisarz i dziennikarz Jacek Indelak, który był konsultantem na planie filmu Pistolet do wynajęcia, czyli prywatna wojna Rafała Gan-Ganowicza, przytoczył swoją rozmowę z Ganem-Ganowiczem, gdzie ten na pytanie – „Jak to jest zabić człowieka?” udzielił odpowiedzi: – „Nie wiem. Ja zabijałem tylko wrogów.”.

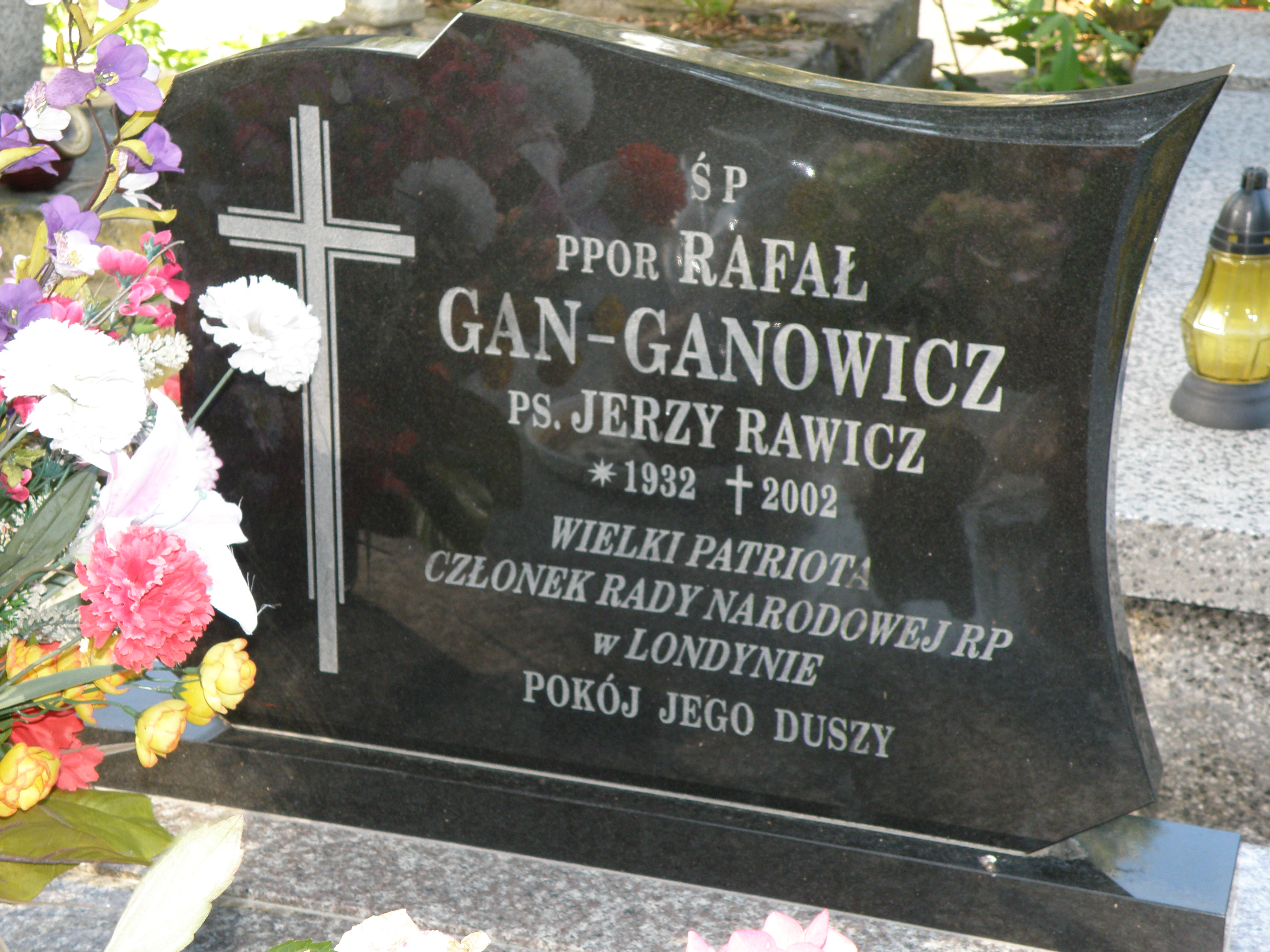
Nagrobek Rafała Gan-Ganowicza

Zmarł na raka płuca 22 listopada 2002 roku, w wieku 70 lat. Pogrzeb odbył się 26 listopada 2002 roku w Lublinie. Pochowany został na cmentarzu na Kalinowszczyźnie.

## Życie prywatne
Był żonaty, miał córkę Ewę.

## Upamiętnienie w popkulturze

### Film Pistolet do wynajęcia
W 1996 r. Piotr Zarębski rozpoczął realizację filmu o Rafale Ganie-Ganowiczu pt. Pistolet do wynajęcia, czyli prywatna wojna Rafała Gan-Ganowicza. Choć scenariusz uzyskał akceptację Pierwszego Programu TVP, na kolaudacji w styczniu 1997 r. film przepadł. Pretekstem była „pochwała przemocy”, w rzeczywistości zaważyły względy polityczne. Dzięki akcji medialnej dziennika „Życie” (m.in. artykuł Andrzeja Rafała Potockiego Kto się boi Rafała Gan-Ganowicza?), powiązanej z działaniami politycznymi (62 posłów złożyło interpelacje m.in. w tej sprawie), film został puszczony w paśmie o wysokiej oglądalności.
Następnie odbyły się pokazy filmu w różnych miastach Polski, które odwiedziło kilka tysięcy osób. Od tamtej pory Rafał Gan-Ganowicz stał się znany w polskich środowiskach antykomunistycznych.

### Spektakl Teatru TelewizjiOperacja Reszka
Rafał Gan-Ganowicz jest jednym z bohaterów opartej na faktach sztuki Operacja Reszka Włodzimierza Kuligowskiego poświęconej intrydze peerelowskich służb bezpieczeństwa, obliczonej na zwabienie w pułapkę, a następnie likwidację Piotra Jeglińskiego. W scenariuszu nie został wskazany z nazwiska i w spektaklu pojawia się jako „Rafał”.

### Zespół GAN
W 2013 w Szczecinie założony został zespół muzyczny – GAN – grający rockową muzykę patriotyczną i tożsamościową. Nazwa zespołu pochodzi od pseudonimu Ganowicza. Pierwszy album muzyczny grupy pod tytułem Przeklęty Polak wydany w 2014  rozpoczyna utwór muzyczny „Gan”, który poświęcono właśnie osobie Rafała Gan-Ganowicza.

## Publikacje
- Rafał Gan-Ganowicz, „Kondotierzy”, Wrocław: NAWA – Niezależna Agencja Wydawnicza Solidarności Walczącej, 1988; (wznowienia w drugim obiegu:) Kraków: „V”, 1989; Warszawa: Międzyzakładowa Struktura „Solidarności” 1989; (wydanie emigracyjne:) Londyn: Pol. Fund. Kulturalna, 1989 ISBN 0-85065-201-4; (wznowienia legalne w kraju:) Warszawa: „Optimus”, 1991 ISBN 83-900165-0-8; Warszawa: „Alfa-Wero”, 1999 ISBN 83-7179-170-4 :Wydawnictwo Prohibita Warszawa 2013

## Odznaczenie
Postanowieniem Prezydenta RP Lecha Kaczyńskiego z 15 czerwca 2007 został pośmiertnie odznaczony Krzyżem Oficerskim Orderu Odrodzenia Polski za wybitne zasługi w działalności na rzecz przemian demokratycznych w Polsce, za osiągnięcia w podejmowanej z pożytkiem dla kraju pracy zawodowej i społecznej.